# Азар, Торган
Торга́н Ганаэ́ль Франси́с Аза́р (фр. Thorgan Ganael Francis Hazard; [tɔʁɡan azaʁ]; род. 29 марта 1993[…], Ла-Лувьер, Валлония) — бельгийский футболист, атакующий полузащитник клуба «Андерлехт». Младший брат футболиста Эдена Азара.
Начал свою профессиональную карьеру во французском клубе «Ланс», в основной команде которого оказался в 2011 году, перед этим пройдя обучение в молодёжной команде этого клуба. Проведя 14 матчей в команде и не отличившись в них забитыми мячами перешёл в лондонский «Челси» вслед за своим братом Эденом. Не проведя в официальных матчах английского клуба ни минуты, в январе 2014 года Торган был отправлен в аренду в бельгийский «Зюлте-Варегем», в котором был удостоен таких наград, как «Футболист года в Бельгии» и «Игрок года по версии Королевской бельгийской футбольной ассоциации». В 2014 году, после окончания двухгодичной аренды в бельгийском клубе Торган вернулся в Челси и сразу был отправлен в новую аренду, на этот раз — в «Боруссия (футбольный клуб, Мёнхенгладбах)», куда и перешёл на постоянной основе в 2015 году, после окончания арендного срока. В общей сложности провёл за немецкий клуб более 100 матчей.
Был задействован во всех молодёжных командах национальной сборной, в мае 2013 года сыграв свой первый матч за основную команду против сборной США. Бронзовый призёр чемпионата мира 2018 года в России. Участник Евро-2020 и чемпионата мира 2022 года.

## Личная жизнь
Торган родился в городе Ла-Лувьер, но вырос в Брен-ле-Конте, небольшом городе в Валлонии. Его первое имя было ему дано родителями в честь героя комикса «Торгал». В его семье все связаны с футболом. Его мать Катрин и отец Тьерри также занимались футболом. Его отец провёл большую часть своей карьеры полупрофессиональном клубе «Лувьерос» из Второго дивизиона Бельгии, на позиции опорного полузащитника. Его мать играла на позиции нападающего в Первом дивизионе Бельгии, но вынуждена была завершить карьеру на третьем месяце беременности его старшим братом Эденом. После окончания карьеры игроков его родители стали спортивными профессорами. Тьерри уволился со своего поста в 2009 году для того, чтобы уделять больше времени своим детям.
У Торгана есть три брата. Его старший брат, Эден, играл за основного противника «Ланса» по Северному дерби — футбольный клуб «Лилль». Являлись партнёрами в английском клубе «Челси». Два других брата — Килиан (род. 1995) и Итан (род. 2003). В 2017 года Килиан тоже присоединился к «Челси», но на тот момент Торган уже покинул клуб. Итан остался в Бельгии и играет в молодёжной академии бывшего клуба Эдена «Тюбизе».
Торган и три его брата жили с родителями в комфортной обстановке. У них было всё необходимое, чтобы преуспеть в футболе. Семья жила «не более чем в трёх метрах» от футбольного поля, и братья часто ходили на тренировки, пролезая через небольшое отверстие в ограждении, чтобы развивать и совершенствовать свои навыки.

## Клубная карьера

### «Ланс»
Торган последовал за своим старшим братом и в самом начале своей карьеры оказался в молодёжной команде бельгийского клуба «Тюбиз». В возрасте 14 лет он был замечен французским клубом «Ланс», в то время он играл за «Тюбиз» на местных турнирах. После перехода Эдена в «Лилль» его родители приняли предложение от «Ланса» с надеждой, что учебные заведения во Франции лучше, чем в Бельгии. Отец Азара позже признался, что решение позволить Эдену, а затем Торгану, вступать за клубы Северной Франции является наилучшим решением, заявив, что «они по-прежнему так близко к дому и, в то же время, они интегрированы в структуры, где могут расти в профессиональном плане, так как в Бельгии, к сожалению, система подготовки молодёжи плохо развита». В молодёжной академии «Ланса» Торган играл за команду до 16 лет, которая выиграла в сезоне 2008/09 национальный чемпионат до 16 лет, наряду с такими игроками, как Жоффрей Кондогбья и Рафаэль Варан.
7 апреля 2010 года Азар подписал свой первый профессиональный контракт, который был рассчитан на три года до июня 2013 года. Перед началом сезона 2010/11 Азар тренировался с основной командой. В предсезонных товарищеских матчах он забил гол в ничьей 1:1 с бельгийским клубом «Руселаре». Однако сезон он начал с молодёжной командой в любительском чемпионате Франции. Он дебютировал в любительской лиге 8 августа 2010 года, выйдя на замену в победном матче 2:0, «Дранси». Проведя большую часть сезона, играя одновременно с резервной командой в любительском чемпионате и командой до 19 лет в Кубке Гамбарделла. 9 мая 2011 года Торган был переведён в основную команду, к матчу против «Бордо», который был сыгран 11 мая. В конечном счёте он, так и не сыграв ни одного матча за основную команду, закончил сезон 2010/11 в резерве.
Перед сезоном 2011/12 Азар был вновь повышен до основного состава на постоянной основе и получил номер 22. Он дебютировал за основной состав «Ланса» в 1-м туре чемпионата Франции сезона 2011/12 против «Реймса», выйдя на замену во втором тайме, где его команда потерпела поражение 0:2.

### «Челси»
24 июля 2012 года «Челси» подтвердил на своём сайте, что клуб согласовал с «Лансом» условия трансфера Торгана Азара, вскоре после подписания его брата Эдена из «Лилля». 17 августа 2012 года Торган дебютировал за резервную команду «Челси» в матче против «Манчестер Сити», который завершился со счётом 0:0. 30 августа 2012 года Азар был отдан в долгосрочную аренду в клуб бельгийской Про-лиги «Зюлте-Варегем». Это было сделано для того, чтобы позволить игроку набраться опыта в основном составе клуба высшего дивизиона, а не играть в резерве.

#### «Зюлте-Варегем» (аренда)

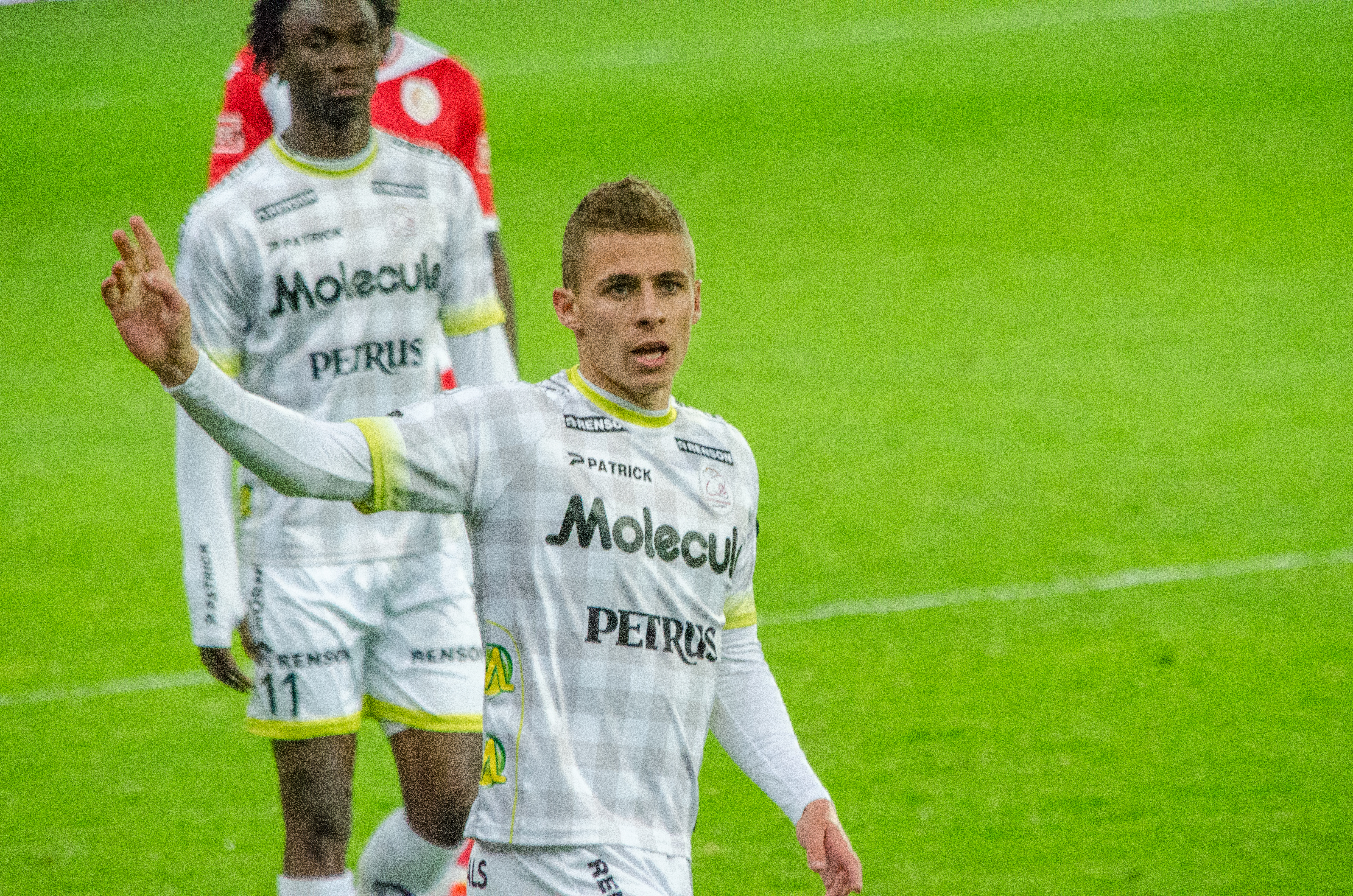
Азар в составе «Зюлте-Варегем», 2014 год

15 сентября 2012 года Торган впервые дебютировал за клуб в выездном матче против «Ауд-Хеверле Лёвен», выйдя в основном составе, матч закончился победой 1:0. 31 октября он забил свой первый гол, ставший победным в ворота «Шарлеруа», матч закончился победой 4:1. 16 мая 2013 года, в матче против «Брюгге», Азар внёс весомый вклад в победу своей команды: бельгиец забил гол с пенальти и отдал две голевые передачи, матч окончился со счётом 5:2.
15 июля 2013 года «Челси» и «Зюлте-Варегем» продлили аренду Торгана ещё на один сезон, то есть он проведёт в аренде до 30 июня 2014 года. 27 июля Азар забил мяч со штрафного удара и отдал голевую передачу, что привело к победе в матче против «Льерса» (2:1). 2 августа «Зюлте-Варегем» объявил о том, что Азар заменит опытного защитника Дэви Де Фоу и станет новым капитаном клуба. Эта перемена была встречена с большим гневом со стороны болельщиков клуба, из-за чего Азар вернул защитнику звание капитана команды менее чем через 24 часа после его получения. 28 ноября забил гол в матче Лиги Европы против «Уиган Атлетик», окончившегося со счётом 2:1. Торган был признан лучшим игроком «фермеров» в сезоне, имея в своём активе 17 забитых мячей в 53 матчах во всех соревнованиях. Был удостоен звания «Футболист года в Бельгии» и «Игрок года по версии Королевской бельгийской футбольной ассоциации»

### «Боруссия Мёнхенгладбах»

#### Аренда
5 июля 2014 года Азар был отдан в аренду в мёнхенгладбахскую «Боруссию» на период сезона 2014/15. В немецкой команде Торган взял номер «26». 16 августа, в матче Кубка Германии против «Хомбурга», окончившегося со счётом 3:1, Азар дебютировал в составе «Боруссии», выйдя на 78-й минуте матча и заменив Бранимира Хрготу. Дебют Азара в чемпионате Германии произошёл 24 августа в матче «Штутгарта»: бельгиец вновь вышел на замену на 67-й минуте матча.
28 августа Азар отличился двумя забитыми мячами в матче Лиги Европы против «Сараево», «Боруссия» одержала разгромную победу со счётом 7:0. 24 сентября, в матче против «Гамбурга» Азар впервые вышел в стартовом составе своей команды в матче Бундеслиги, Торган провёл на поле 71 минуту, после чего был заменён Фабианом Джонсоном.

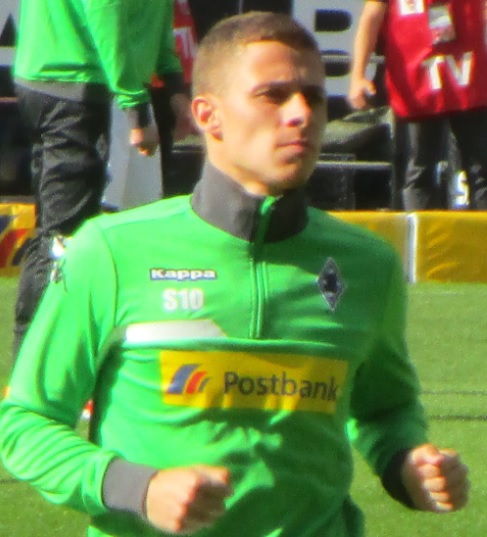
Азар на тренировке мёнхенгладбахской «Боруссии», 2015 год

23 февраля 2015 года Торган согласился на переход в мёнхенгладбахскую «Боруссию» на постоянной основе с 1 июля нынешнего года. Бельгиец подписал контракт, который продлился до июня 2020 года, также было включено соглашение о фиксированной сумме выкупа игрока со стороны «Челси». Немецкий клуб заплатил около 8 млн евро. Во время одного из интервью при переходе, Азар подтвердил, что у «Челси» есть функция обратного выкупа и он всё ещё хотел бы вернуться на «Стэмфорд Бридж» в будущем.

#### Переход в клуб на постоянной основе
8 августа, в своей первой игре после полноценного трансфера, Азар отличился забитым мячом в матче против «Санкт-Паули». После отставки главного тренера команды Люсьена Фавра, проигравшего первые пять матчей в Бундеслиге, и назначения Андре Шуберта Торган не смог найти себе места в стартовом составе. Только лишь 20 декабря Азар впервые вышел с первых минут при новом тренере, это случилось в поединке с «Дармштадтом 98», но бельгийский игрок всё равно не смог завоевать доверие тренера, и тот предпочитал использовать Ибраиму Траоре на правом фланге полузащиты. Азар завершил сезон с четырьмя голами, два из которых были забиты в матче против «Герты» 3 апреля 2016 года.
Намереваясь увеличить предоставляемое себе игровое время в новом сезоне, Азар удачно его начинает, оформив первый в своей карьере хет-трик 24 августа в матче против швейцарского клуба «Янг Бойз» во втором раунде плей-офф Лиги чемпионов (6:1), в этом матче ещё одним хет-триком отличился бразилец Рафаэл
Осенью стали возникать слухи о намерении «Челси» активировать опцию обратного выкупа Азара, так как срок этой опции истекает уже в конце 2016 года, однако спортивный директор Боруссии Макс Эберл утверждал, что со стороны «Челси» при продаже игрока фактически не было явного интереса о его будущем возвращении. Сам Азар, комментируя эти слухи, заявил: «Я подписал контракт здесь, потому что я хочу играть здесь». 28 сентября Азар забил свой первый гол в Лиге чемпионов, открыв счёт в матче против «Барселоны», проходившем на «Боруссия Парк», но клубу из Мёнхенгладбаха победить не удалось: каталонцы забили два безответных мяча и одержали победу.
19 августа 2018 года Азар, Алассан Плеа и Рафаэл забили по хет-трику в матче первого раунда Кубка Германии против «Хадштедта», окончившегося с итоговым счётом 11:1.

### «Боруссия Дортмунд»
22 мая 2019 года Торган Азар стал игроком «Боруссии» из Дортмунда. Контракт подписан сроком на 5 лет, до 30 июня 2024 года. В сезоне 2018/2019 Торган забил 13 голов и отдал 12 результативных передач в 35 матчах за Мёнхенгладбах.

## Карьера в сборной

### Молодёжные сборные
Азар является игроком молодёжной сборной Бельгии, до этого он представлял свою страну в сборных до 16, 17 и 18 лет. В сборной до 16 лет Азар был основным игроком, дебютировав 16 сентября 2008 года на Турнире в Хасслохе, когда его сборная уступила сборной Германии со счётом 5:0. В следующем матче турнира против сборной Македонии, завершившемся победой со счётом 3:0, Азар отметился забитым мячом. В других играх он забивал голы в ворота сборных Мальты и Польши. Торган также играл с командой в 2009 году в Эгейском кубке, который проходил в Турции. Он отыграл во всех трёх матчах группового этапа со сборной Бельгии, но они так и не смогли выйти в плей-офф.
Благодаря своей игре за «Ланс» во внутренних турнирах, Торган был вызван тренером Бобом Броваерсом в сборную до 17 лет. В августе 2009 года Азар принял участие со сборной в Кубке Тото, ежегодном международном юношеском турнире, который состоялся в Австрии. В Первом отборочном раунде к чемпионату Европы до 17 лет в 2009 году Азар забил свой единственный гол в матче со сборной Черногории, завершившемся ничьей со счётом 1:1. Впоследствии он был вызван в сборную в марте 2010 года для участия в Элитном квалификационном раунде, который прошёл в Испании. Азар сыграл во всех трёх матчах, но Бельгия так и не смогла квалифицироваться на турнир, заняв второе место в группе.

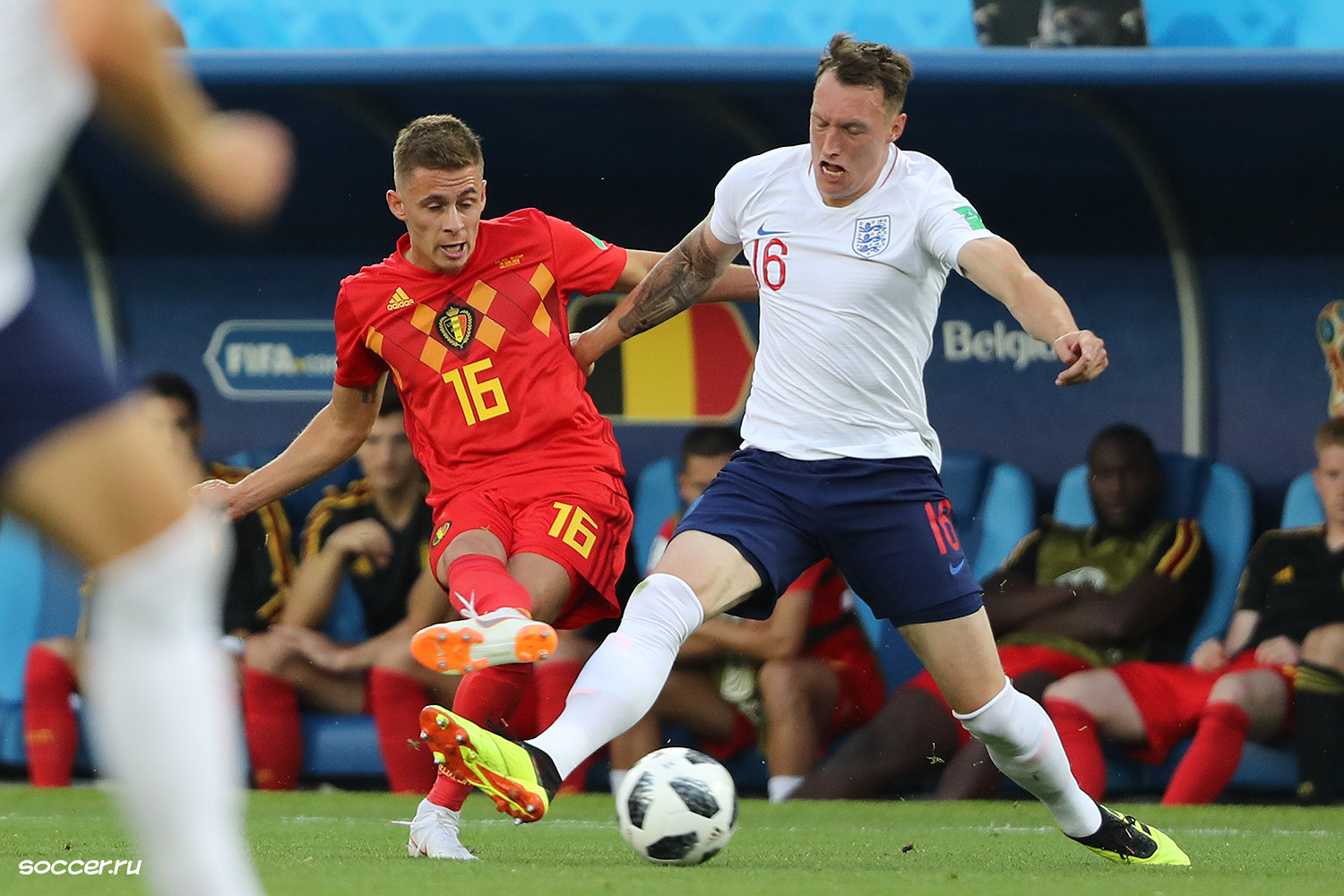
Торган Азар и защитник сборной Англии Фил Джонс на чемпионате мира 2018 года

Азар появился только в одном матче сборной до 18 лет. После этого начал выступать за сборную до 19 лет как раз перед чемпионатом Европы до 19 лет в 2011 году. 8 февраля он дебютировал в товарищеском матче со сборной Беларуси и забил единственный победный гол. 27 марта 2011 года Азар забил победный гол с пенальти в ворота сборной Украины, матч закончился победой 2:1. В Элитном квалификационном раунде чемпионата Европы среди юношей до 19 лет в 2011 году Азар отыграл в основном составе все три игры группового этапа. Во втором матче группового этапа против сборной Хорватии Торган на 88-й минуте забил победный гол, матч закончился 3:2. Эта победа вывела их в финальную стадию турнира, сборная Бельгии заняла первое место в группе. На чемпионате Европы среди юношей до 19 лет в 2011 году, Азар сыграл в двух из трёх игр группового этапа. В первом матче против сборной Испании, проигранном со счётом 4:1, Торган отдал голевую передачу на единственный гол команды. Бельгия, в конечном итоге, заняла последнее место в своей группе, в результате чего команда выбыла из турнира.
Благодаря тому, что Азар не достиг совершеннолетия в сезоне 2010/11, он по-прежнему имел право играть за сборную до 19 лет и в сезоне 2011/12. В первом матче кампании против сборной Дании он забил единственный гол команды с пенальти в ничьей 1:1. 7 сентября 2011 года он забил второй гол в победном товарищеском матче (4:1) против сборной Турции. В Первом отборочном раунде к чемпионату Европы до 19 лет в 2012 году Азар забил три гола. В первом матче группы против сборной Уэльса (3:0) он забил дубль, а в заключительном матче группы против сборной Шотландии (3:1), он забил второй гол. В Элитном квалификационном раунде Азар отыграл в двух из трёх игр группового этапа. Бельгия заняла третье место после сборных Испании и Италии.

### Основная команда
16 мая 2013 года Азар получил свой первый вызов в главную национальную команду на товарищеский матч против сборной США и отборочный матч чемпионата мира 2014 года против сборной Сербии. 29 мая дебютировал в составе сборной Бельгии, во втором тайме заменив партнёра по «Челси» Ромелу Лукаку в матче против США, матч окончился со счётом 4:2. Азар был одним из семи резервных игроков, которых могли вызвать на мундиаль в Бразилии в связи с травмами основных игроков, но этого не случилось и Торган так и не был задействован в команде. Свой следующий матч в национальной команде Азару потребовалось ждать целых три с половиной года, 9 ноября 2016 года бельгиец вновь появился на поле со скамейки запасных в матче против сборной Нидерландов.
10 октября 2017 года забил свой первый гол за сборную, это произошло в отборочной игре чемпионата мира 2018 года против Кипра. 4 июня 2018 года главный тренер бельгийской сборной Роберто Мартинес включил Торгана в состав сборной Бельгии на мундиаль в России. 18 июня прошла первая игра Азара на турнире, Торган сыграл последние 7 минут матча группового этапа против Панамы, заменив Дриса Мертенса. 11 июля вышел в стартовом составе в матче против сборной Англии в Калининграде, закончившегося со счётом 1:0. На турнире бельгийцам удалось занять третье место.
10 ноября 2022 года был включён в официальную заявку сборной Бельгии для участия в матчах чемпионата мира 2022 года в Катаре.

## Статистика выступлений

### Клубная
| Клуб                     | Сезон            | Лига | Лига | Лига | Кубки | Кубки | Кубки | Еврокубки | Еврокубки | Еврокубки | Итого | Итого | Итого |
| Клуб                     | Сезон            | Игры | Голы | Пасы | Игры  | Голы  | Пасы  | Игры      | Голы      | Пасы      | Игры  | Голы  | Пасы  |
| ------------------------ | ---------------- | ---- | ---- | ---- | ----- | ----- | ----- | --------- | --------- | --------- | ----- | ----- | ----- |
| Ланс                     | 2011/12          | 14   | 0    | 1    | 2     | 0     | 0     | —         | —         | —         | 16    | 0     | 1     |
| Ланс                     | Итого            | 14   | 0    | 1    | 2     | 0     | 0     | —         | —         | —         | 16    | 0     | 1     |
| Зюлте-Варегем (аренда)   | 2012/13          | 34   | 4    | 10   | 3     | 0     | 0     | —         | —         | —         | 37    | 4     | 10    |
| Зюлте-Варегем (аренда)   | 2013/14          | 39   | 14   | 16   | 4     | 1     | 0     | 8         | 2         | 1         | 51    | 17    | 17    |
| Зюлте-Варегем (аренда)   | Итого            | 73   | 18   | 26   | 7     | 1     | 0     | 8         | 2         | 1         | 88    | 21    | 27    |
| Боруссия (Мёнхенгладбах) | 2014/15          | 28   | 1    | 7    | 4     | 1     | 0     | 7         | 1         | 3         | 39    | 3     | 10    |
| Боруссия (Мёнхенгладбах) | 2015/16          | 29   | 4    | 5    | 3     | 2     | 1     | 4         | 0         | 0         | 36    | 6     | 6     |
| Боруссия (Мёнхенгладбах) | 2016/17          | 23   | 6    | 4    | 2     | 1     | 0     | 8         | 4         | 3         | 33    | 11    | 7     |
| Боруссия (Мёнхенгладбах) | 2017/18          | 34   | 10   | 8    | 3     | 1     | 1     | —         | —         | —         | 37    | 11    | 9     |
| Боруссия (Мёнхенгладбах) | 2018/19          | 33   | 10   | 11   | 2     | 3     | 1     | —         | —         | —         | 35    | 13    | 12    |
| Боруссия (Мёнхенгладбах) | Итого            | 147  | 31   | 35   | 14    | 8     | 3     | 19        | 5         | 6         | 180   | 44    | 44    |
| Боруссия (Дортмунд)      | 2019/20          | 33   | 7    | 13   | 3     | 0     | 1     | 7         | 0         | 0         | 43    | 7     | 14    |
| Боруссия (Дортмунд)      | 2020/21          | 16   | 1    | 3    | 5     | 2     | 1     | 7         | 1         | 2         | 28    | 4     | 6     |
| Боруссия (Дортмунд)      | 2021/22          | 23   | 4    | 1    | 3     | 2     | 0     | 4         | 0         | 0         | 30    | 6     | 1     |
| Боруссия (Дортмунд)      | 2022/23          | 14   | 0    | 0    | 2     | 0     | 0     | 5         | 1         | 0         | 21    | 1     | 0     |
| Боруссия (Дортмунд)      | 2023/24          | 1    | 0    | 0    | 0     | 0     | 0     | 0         | 0         | 0         | 1     | 0     | 0     |
| Боруссия (Дортмунд)      | Итого            | 87   | 12   | 17   | 13    | 4     | 2     | 23        | 2         | 2         | 123   | 18    | 21    |
| ПСВ (аренда)             | 2022/23          | 9    | 1    | 0    | 3     | 1     | 1     | 1         | 0         | 0         | 13    | 2     | 1     |
| ПСВ (аренда)             | Итого            | 9    | 1    | 0    | 3     | 1     | 1     | 1         | 0         | 0         | 13    | 2     | 1     |
| Андерлехт                | 2023/24          | 4    | 0    | 1    | 0     | 0     | 0     | 0         | 0         | 0         | 4     | 0     | 1     |
| Андерлехт                | Итого            | 4    | 0    | 1    | 0     | 0     | 0     | 0         | 0         | 0         | 4     | 0     | 1     |
| Всего за карьеру         | Всего за карьеру | 334  | 62   | 80   | 39    | 14    | 6     | 51        | 9         | 9         | 424   | 85    | 95    |

### Сборная
| Сборная | Год   | Отборочные матчи ЧМ | Отборочные матчи ЧМ | Финальные матчи ЧМ | Финальные матчи ЧМ | Отборочные матчи ЧЕ | Отборочные матчи ЧЕ | Финальные матчи ЧЕ | Финальные матчи ЧЕ | Лига наций УЕФА | Лига наций УЕФА | Товарищеские матчи | Товарищеские матчи | Итого | Итого |
| Сборная | Год   | Игры                | Голы                | Игры               | Голы               | Игры                | Голы                | Игры               | Голы               | Игры            | Голы            | Игры               | Голы               | Игры  | Голы  |
| ------- | ----- | ------------------- | ------------------- | ------------------ | ------------------ | ------------------- | ------------------- | ------------------ | ------------------ | --------------- | --------------- | ------------------ | ------------------ | ----- | ----- |
| Бельгия | 2013  | —                   | —                   | —                  | —                  | —                   | —                   | —                  | —                  | —               | —               | 1                  | 0                  | 1     | 0     |
| Бельгия | 2016  | —                   | —                   | —                  | —                  | —                   | —                   | —                  | —                  | —               | —               | 1                  | 0                  | 1     | 0     |
| Бельгия | 2017  | 2                   | 1                   | —                  | —                  | —                   | —                   | —                  | —                  | —               | —               | 4                  | 0                  | 6     | 1     |
| Бельгия | 2018  | —                   | —                   | 2                  | 0                  | —                   | —                   | —                  | —                  | 4               | 2               | 5                  | 0                  | 11    | 2     |
| Бельгия | 2019  | —                   | —                   | —                  | —                  | 7                   | 1                   | —                  | —                  | —               | —               | —                  | —                  | 7     | 1     |
| Итого   | Итого | 2                   | 1                   | 2                  | 0                  | 7                   | 1                   | —                  | —                  | 4               | 2               | 11                 | 0                  | 26    | 4     |

### Список матчей за сборную
| Матчи и голы Торгана Азара за национальную сборную Бельгии | Матчи и голы Торгана Азара за национальную сборную Бельгии | Матчи и голы Торгана Азара за национальную сборную Бельгии | Матчи и голы Торгана Азара за национальную сборную Бельгии | Матчи и голы Торгана Азара за национальную сборную Бельгии | Матчи и голы Торгана Азара за национальную сборную Бельгии | Матчи и голы Торгана Азара за национальную сборную Бельгии |
| №                                                          | Дата                                                       | Соперник                                                   | Счёт                                                       | Голы                                                       | Соревнование                                               |                                                            |
| ---------------------------------------------------------- | ---------------------------------------------------------- | ---------------------------------------------------------- | ---------------------------------------------------------- | ---------------------------------------------------------- | ---------------------------------------------------------- | ---------------------------------------------------------- |
| 1                                                          | 29 мая 2013                                                | США                                                        | 4:2                                                        |                                                            | Товарищеский матч                                          |                                                            |
| 2                                                          | 9 ноября 2016                                              | Нидерланды                                                 | 1:1                                                        |                                                            | Товарищеский матч                                          |                                                            |
| 3                                                          | 28 марта 2017                                              | Россия                                                     | 3:3                                                        |                                                            | Товарищеский матч                                          |                                                            |
| 4                                                          | 5 июня 2017                                                | Чехия                                                      | 2:1                                                        |                                                            | Товарищеский матч                                          |                                                            |
| 5                                                          | 31 августа 2017                                            | Гибралтар                                                  | 9:0                                                        |                                                            | Квалификация ЧМ-2018                                       |                                                            |
| 6                                                          | 10 октября 2017                                            | Кипр                                                       | 4:0                                                        | 52′                                                        | Квалификация ЧМ-2018                                       |                                                            |
| 7                                                          | 10 ноября 2017                                             | Мексика                                                    | 3:3                                                        |                                                            | Товарищеский матч                                          |                                                            |
| 8                                                          | 14 ноября 2017                                             | Япония                                                     | 1:0                                                        |                                                            | Товарищеский матч                                          |                                                            |
| 9                                                          | 2 июня 2018                                                | Португалия                                                 | 0:0                                                        |                                                            | Товарищеский матч                                          |                                                            |
| 10                                                         | 6 июня 2018                                                | Египет                                                     | 3:0                                                        |                                                            | Товарищеский матч                                          |                                                            |
| 11                                                         | 11 июня 2018                                               | Коста-Рика                                                 | 4:1                                                        |                                                            | Товарищеский матч                                          |                                                            |
| 12                                                         | 18 июня 2018                                               | Панама                                                     | 3:0                                                        |                                                            | ЧМ-2018. Групповой этап                                    |                                                            |
| 13                                                         | 28 июня 2018                                               | Англия                                                     | 1:0                                                        |                                                            | ЧМ-2018. Групповой этап                                    |                                                            |
| 14                                                         | 7 сентября 2018                                            | Шотландия                                                  | 4:0                                                        |                                                            | Товарищеский матч                                          |                                                            |
| 15                                                         | 11 сентября 2018                                           | Исландия                                                   | 3:0                                                        |                                                            | Лига наций УЕФА 2018/19. Этап лиги                         |                                                            |
| 16                                                         | 12 октября 2018                                            | Швейцария                                                  | 2:1                                                        |                                                            | Лига наций УЕФА 2018/19. Этап лиги                         |                                                            |
| 17                                                         | 16 октября 2018                                            | Нидерланды                                                 | 1:1                                                        |                                                            | Товарищеский матч                                          |                                                            |
| 18                                                         | 15 ноября 2018                                             | Исландия                                                   | 3:0                                                        |                                                            | Лига наций УЕФА 2018/19. Этап лиги                         |                                                            |
| 19                                                         | 18 ноября 2018                                             | Швейцария                                                  | 2:5                                                        | 2′ 17′                                                     | Лига наций УЕФА 2018/19. Этап лиги                         |                                                            |

Итого: 19 матчей / 3 гола; 13 побед, 5 ничьих, 1 поражение.

## Достижения

### Командные достижения
«Боруссия Дортмунд»
- Обладатель Кубка Германии: 2020/21

ПСВ
- Обладатель Кубка Нидерландов: 2022/23

Сборная Бельгии
- Третье место на чемпионате мира: 2018

### Личные достижения
- Футболист года в Бельгии: 2013/14
- Лучший игрок бельгийской Про-лиги: 2013/14